# Muñoz (Filippine)
Muñoz (ufficialmente Science City of Muñoz) è una città componente delle Filippine, situata nella Provincia di Nueva Ecija, nella Regione di Luzon Centrale.
La municipalità di Muñoz ha assunto lo status di città nel 2000 e la denominazione di "Città della scienza" (Science City) è dovuta alla presenza di numerose importanti istituzioni scientifiche, tra cui la Central Luzon State University (CLSU), il Philippine Rice Research Institute (PhilRice), il Bureau of Postharvest Research and Extension (BPRE), il Philippine Carabao Center (PCC), il Bureau of Fisheries and Aquatic Resources (BFAR), il Philippine-Sino Center for Agricultural Technology (PhilSCAT) e il Philippine Seed Center.
Muñoz è formata da 37 baranggay:
- Bagong Sikat
- Balante
- Bantug
- Bical
- Cabisuculan
- Calabalabaan
- Calisitan
- Catalanacan
- Curva
- Franza
- Gabaldon
- Labney
- Licaong
- Linglingay
- Magtanggol
- Maligaya
- Mangandingay
- Mapangpang
- Maragol

- Matingkis
- Naglabrahan
- Palusapis
- Pandalla
- Poblacion East
- Poblacion North
- Poblacion South
- Poblacion West
- Rang-ayan
- Rizal
- San Andres
- San Antonio
- San Felipe
- Sapang Cawayan
- Villa Cuizon
- Villa Isla
- Villa Nati
- Villa Santos